# Дадашев Мелік Юсуф-огли
Мелік Юсуф огли Дадашев (азерб. Məlik Dadaşov, 7 червня 1924 — 2 грудня 1996) — азербайджанський актор, Народний артист Азербайджанської РСР (1974).

## Біографія
Народився 7 червня 1924 року в Баку. У 1951 році закінчив Азербайджанський інститут мистецтв. З цього ж року почав працювати в Азербайджанському драматичному театрі ім. Азізбекова. Також викладав в Державному театральному інституті в Баку. Член КПРС у 1958—1991 роках. У 1974 році актор був удостоєний звання «Народний артист Азербайджанської РСР» (01.06.1974).
Брат Меліка Дадашева — Салман і син Рафаель також стали акторами.
Помер 2 грудня 1996 року.

## Вибрана фільмографія
- 1960 — Кьорогли
- 1961 — Наша вулиця
- 1963 — Літаки не приземлилися
- 1965 — Двадцять шість бакинських комісарів
- 1967 — Поєдинок в горах
- 1968 — Остання ніч дитинства
- 1969 — Кура неприборкана
- 1971 — Останній перевал
- 1973 — Дмитрій Кантемір
- 1977 — Скажи, що любиш мене!
- 1988 — Мерзотник
- 1991 — Привіт з того світу